# فرودگاه مرادآباد
فرودگاه مرادآباد (به انگلیسی: Moradabad Airport) (به زبان بومی: Rampur Airport) یک فرودگاه همگانی است که یک باند فرود آسفالت دارد. این فرودگاه در شهر مرادآباد (هند) کشور هند قرار دارد .